# Siti Nurhaliza II
Siti Nurhaliza II는 말레이시아의 가수 시티 누르할리자의 두 번째 정규 음반이다. 1997년 1월 27일 수리아 레코드를 통해 발매되었다. 인도네시아에서도 발매된 첫 음반이자, 음반명으로 자신의 이름을 사용한 마지막 음반이다. 말레이시아 내에서는 40만 장이 팔려 <Siti Nurhaliza I>의 절반 정도에 그쳤으나, 인도네시아에서 더 많은 50만 장이 팔려, 총 90만장의 판매량을 기록했다.

## 음반 소개
첫 정규 음반인 <Siti Nurhaliza I>이 80만 장의 판매량을 기록하고, 수록곡이자 데뷔곡인 <Jerat Percintaan>이 폭발적인 인기를 얻는 등 한순간에 부상한 시티는 1997년 1월 27일 두 번째 정규 음반인 <Siti Nurhaliza II>를 발매했다. 1번 트랙인 <Aku Cinta Padamu>와 5번 트랙 <Kesilapanku, Keegoanmu>를 통해 LY와 바이두리가 처음으로 그녀의 음반에 참여했으며, 8번 트랙인 <Rindu di Antara Kita>에서 중국계 가수 치앙 텡이 피처링을 했다. 4번 트랙 <Demi Kasih Kita>은 시티가 처음으로 작사한 노래이고, 10번 트랙 <Sri Mersing>은 처음으로 앨범에 취입한 전통 가요이다. 한편으로는 셀린 디온의 노래 <The Colour of My Love>가 보너스 트랙으로 수록되었다.
<Diari Hatimu>는 원래 수록 예정이었으나, 수록 당시 빠졌다. 훗날 다시 녹음하여 <Adiwarna>에 수록되었다.

## 인도네시아 활동
한편 이 시기 POS Kota(인도네시아 유명 잡지)에 소개되면서, 시티는 인도네시아에서도 인기를 얻게 되었다. 여기서 시티는 외국인으로서 인도네시아의 그 어떠한 가수들도 꺾기 어려웠던 어마어마한 성과를 남겼다. 유명 방송사 Indosiar에 출연해 말레이시아 가수로서는 처음으로 인도네시아에서 라이브 콘서트를 열기도 했다. 얼마 후 인도네시아에서 가장 유명한 가수가 되었고, 자카르타, 반둥, 욕야카르타 등의 지역에서 대규모 콘서트를 열기도 했다.
후에 이 음반은 인도네시아에서도 발매되었는데, 말레이시아 버전과는 조금씩 다르다.

## 수록곡
- <Aku Cinta Padamu>
- <Wajah Kekasih>
- <Tirai Semalam>
- <Demi Kasih Kita>
- <Kesilapanku, Keegoanmu>
- <Khayalan Cinta>
- <Usah Diragui>
- <Rindu di Antara Kita>
- <Bisikan Asmara>
- <Sri Mersing>
- <The Colour of My Love>
- <Diari Hatimu>

## 특징
- 1번 트랙 <Aku Cinta Padamu>, 2번 트랙 <Wajah Kekasih>, 9번 트랙 <Bisikan Asmara>는 먼저 싱글로 발매되었다.
- 1번 트랙 <Aku Cinta Padamu>는 인도네시아 버전에서 <Betapa Kucinta Padamu>라는 제목으로 수록되었다.
- 4번 트랙 <Demi Kasih Kita>는 시티가 처음으로 작사한 노래이다.
- 8번 트랙 <Rindu di Antara Kita>는 치앙 텡이 피처링을 했으며, 인도네시아 버전에는 수록되지 않았다.
- 10번 트랙 <Sri Mersing>은 말레이 전통 가요이며, 인도네시아 버전에는 수록되지 않았다.
- 11번 트랙 <The Colour of My Love>는 원래 셀린 디온의 노래이며, 보너스 트랙이다.
- <Diari Hatimu>는 원래 수록 예정이었으나, 수록 당시 빠졌다. 이 노래는 1998년 앨범 <Adiwarna>에 수록되었다.

1. ↑  “Peransang Abang Dalam Karier Siti Nurhaliza”. 《Bintang Online》 (인도네시아어). 2015년 2월 20일에 원본 문서에서 보존된 문서. 2010년 12월 18일에 확인함. |work=에 외부 링크가 있음 (도움말)
2. ↑  McLure, Steve (2000년 4월 28일). “Asian Acts Across Cultural And National Boundaries”. 《Billboard》. Books.google.com. 2011년 1월 28일에 확인함.
3. 1 2 3  “Hos Rancangan Tv Indonesia.”. 《Berita Harian》 (말레이어). 2011년 1월 15일에 원본 문서에서 보존된 문서. 2010년 5월 29일에 확인함.
4. ↑  “Konser Tunggal Siti Nurhaliza Di Gelar di 5 Kota Indonesia”. 《KapanLagi.com – Kalau bukan sekarang, kapan lagi?》 (인도네시아어). 2010년 10월 3일에 확인함.